# Węgielnik (wąwóz)
Węgielnik – wąwóz na Wyżynie Olkuskiej będący orograficznie prawym odgałęzieniem Doliny Prądnika. Jego płytko wcięta górna część znajduje się na polach uprawnych wsi Wola Kalinowska w województwie małopolskim, w powiecie krakowskim, w gminie Sułoszowa. Dolną, głębiej wciętą część wąwozu porasta las i część ta znajduje się w obrębie Ojcowskiego Parku Narodowego. Wąwóz ma wylot pomiędzy Młynem Mosura i Młynem Boronia w Dolinie Prądnika.
Wąwóz Węgielnik przecinają dwa główne szlaki Ojcowskiego Parku Narodowego:
 Szlak Orlich Gniazd, odcinek od Prądnika Korzkiewskiego przez Dolinę Prądnika do Zamku Pieskowa Skała,
 Szlak Warowni Jurajskich, odcinek od Grodziska przez Doliną Prądnika, wąwóz Ciasne Skałki do Jaskini Nietoperzowej.